# Théodore Mosselman du Chenoy
Pour les autres membres de la famille, voir Famille Mosselman.
Théodore Mosselman du Chenoy, né le 20 novembre 1804 à Bruxelles et mort le 27 mai 1876 à Court-Saint-Étienne, est un banquier et homme politique belge.

## Biographie
Théodore Mosselman du Chenoy, né à Bruxelles le 29 brumaire de l'an XIII de la République française, est le fils de Corneille-François Mosselman (nl) (Bruxelles 1753 - Bruxelles 1829). Corneille ou Corneil, alors qu'il avait cinquante ans, avait épousé en 1803 Pétronille-Jeanne Muts (Breda 1777 - Bruxelles 1807), âgée de vingt-six ans, et qui était la fille du médecin Jacques Muts et de son épouse Claire Adrienne Jamez. Orpheline, Pétronille-Jeanne avait été élevée chez un oncle et une tante à Bruxelles. Corneille et Pétronille eurent un fils unique, Théodore Mosselman du Chenoy.
Corneille Mosselman, le père de Théodore, avait débuté dans la vie active comme exploitant d'une boucherie, à la rue des Bouchers, à Bruxelles, mais rejoignit rapidement son jeune frère François-Dominique Mosselman dans des activités telles que le commerce des grains et, à partir de 1780, la très rémunératrice ferme des boues (« Pachtacht van de beir en straatmodden ») de Bruxelles. Après avoir approvisionné les Impériaux en grains, Corneille Mosselman et son frère François-Dominique devinrent les principaux fournisseurs des armées françaises. Entre 1794 et 1812, leur fortune s'accrut considérablement. C'est ainsi qu'en avril 1798, Corneille Mosselman acheta une propriété à Court-Saint-Étienne, une partie de l'ancienne propriété de l'abbaye de Villers vendue par les Révolutionnaires français, à savoir le Domaine du Chenoy, d'une superficie de plusieurs centaines d'hectares, qu'il agrandira encore les années suivantes. Il séjourna très souvent dans ce domaine les dernières années de sa vie. Après la mort prématurée de sa jeune épouse à Bruxelles le 4 janvier 1807, il ne songea pas à se remarier et confia son fils à son frère François-Dominique à Paris pour son éducation et sa formation. 
Théodore Mosselman avait épousé en premières noces sa cousine Marie Flore Charlotte Mosselman qui mourut à Court-Saint-Etienne le 27 août 1834 et qui était la fille de François Dominique Mosselman et de son épouse Marie Louise Taquet. En secondes noces, à Bruxelles, le 1er juin 1841, il convola avec Isabelle Caroline Sophie Coghen, née à Bruxelles le 7 avril 1822, fille de Jacques Coghen.
Théodore était aussi le père de Laure Mosselman du Chenoy, le beau-père d'Auguste d'Anethan et de Bernard du Bus de Gisignies, ainsi que l'arrière-grand-père de la reine Paola.

## Fonctions et mandats
- Membre du Sénat belge : 1847- 1876.